# Mycomya strombuliforma
Mycomya strombuliforma är en tvåvingeart som beskrevs av Wu och Yang 1993. Mycomya strombuliforma ingår i släktet Mycomya och familjen svampmyggor.
Artens utbredningsområde är Fujian (Kina). Inga underarter finns listade i Catalogue of Life.